# آدریانا اینوچنتی
آدریانا اینوچنتی (ایتالیایی: Adriana Innocenti؛ ‏ ۱۶ اکتبر ۱۹۲۶ – ۴ مارس ۲۰۱۶) یک هنرپیشه اهل ایتالیا بود.
از فیلم‌هایی که وی در آن نقش داشته‌است، می‌توان به شام، زندگی وردی، چشم گربه، شاه‌میگو برای صبحانه و گربه اشاره کرد.
وی همچنین برندهٔ جوایزی همچون نشان شایستگی از جمهوری ایتالیا شده‌است.